# Хебризелм
Хебризелм (Аброзелм) (на гръцки: Εὐρύζελμις, Ἑβρύζελμις, Ἑβροζέλμης, Εὐρύτελμις; на латински: Hebryzelmis) – пълномощен посланик на Севт II и след това владетел на одриското царство през 399 /394 – 384 г. пр.н.е..
От точно датиран (386/385 г.) надпис на атински почетен декрет се знае, че Хебризелм принадлежи към царете от одриската династия и продължава традиционните приятелски одриско-атински отношения (предимно търговски и политически), както и участва с военни контингенти в подкрепа на Атина. В чест на този декрет, одриския цар издава престижна емисия монети с изобразена Медуза.
Предприема възстановяването на одриската власт и над неподчинените от Севт II траки на юг и на запад от река Мелас (Μέλας).
Хебризелм сече монети в Кипсела/Ипсала, град на левия бряг на Марица. Издава четири типа бронзови монети, които най-вероятно свидетелстват за голямото политическо и икономическо влияние над съседните области. Най-разпространения и най-значим тип е с изображение на глава на богиня с крепостна корона. Тези монети са най-често срещани и най-тежки, а изработката им е много прецизна и професионална.
Докога е продължило управлението на Хебризелм не се знае със сигурност поради липса на сигурни данни. Негов наследник е Котис I (383/382 - 359 г. пр.н.е.).